# Susana Díaz
Susana Díaz Pacheco (ur. 18 października 1974 w Sewilli) – hiszpańska polityk, parlamentarzystka krajowa i regionalna, od 2013 do 2019 prezydent wspólnoty autonomicznej Andaluzji.

## Życiorys
Studiowała prawo na Uniwersytecie w Sewilli. Zaangażowała się w działalność polityczną w ramach Hiszpańskiej Socjalistycznej Partii Robotniczej. Była sekretarzem ds. organizacyjnych PSOE w Sewilli (2004–2010) i w Andaluzji (2010–2012), następnie sekretarzem generalnym w Sewilli. W latach 1999–2004 wchodziła w skład władz miejskich Sewilli jako concejal, odpowiadając za sprawy młodzieży, zatrudnienia i zasobów ludzkich. W latach 2004–2008 sprawowała mandat posłanki do Kongresu Deputowanych, od 2008 wybierana na posłankę do parlamentu regionalnego Andaluzji. W latach 2011–2012 wchodziła w skład hiszpańskiego Senatu. Mandat złożyła w związku z objęciem stanowiska ministerialnego w regionalnym rządzie Andaluzji (ds. prezydencji).
We wrześniu 2013 została nowym prezydentem wspólnoty autonomicznej Andaluzji, a w listopadzie tegoż roku sekretarzem generalnym (przewodniczącą) PSOE w Andaluzji. Po regionalnych wyborach parlamentarnych w marcu 2015 pozostała na czele regionalnego rządu – w czerwcu 2015 jej kandydatura uzyskała ostatecznie większość w parlamencie dzięki głosom posłów partii Obywatele. Zakończyła urzędowanie w styczniu 2019, gdy po przedterminowych wyborach nowym prezydentem Andaluzji został reprezentujący ludowców Juan Manuel Moreno.
W 2015 wraz z innymi liderami regionalnymi PSOE sprzeciwiła się próbom zawiązania koalicji z lewicową partią Podemos. W 2016 ubiegała się bez powodzenia o przywództwo w partii, pokonał ją wówczas były lider Pedro Sánchez. W 2021 utraciła funkcję przewodniczącej PSOE w Andaluzji. W tym samym roku powołana przez regionalny parlament w skład Senatu.